# Кудрявцев, Алексей Яковлевич
Алексей Яковлевич Кудрявцев (25 марта 1922 — 21 декабря 2011) — советский деятель спецслужб, генерал-лейтенант. Начальник Главного управления милиции (1962—1967) и Академии МВД СССР (1983—1987).

## Биография
Родился 25 марта 1922 года в деревне Харнево Костромской области в крестьянской семье.
В ГУРКМ НКВД СССР с 1942 года. С 1942 оперуполномоченный, с 1946 года заместитель начальника отделения милиции в МВД Литовской ССР. До 1962 года занимал должность первого заместителя начальника Управления внутренних дел Свердловской области.
В 1963 году произведён в комиссары милиции 3-го ранга.
С 1962 года начальник Главного управления милиции МООП РСФСР. С 1963 года заместитель министра охраны общественного порядка РСФСР по милиции. С 1966 года начальник Главного управления милиции МООП СССР. С 1967 года заместитель руководителя Представительства КГБ при СМ СССР — руководитель Представительства МВД СССР при МВД Кубы.
С 1971 года первый заместитель начальника Специального управления, с 1980 года Восьмого Главного управления (спецмилиция) МВД СССР. В 1973 году произведён в генерал-майоры милиции, в 1983 году в генерал-лейтенанты милиции. С 1983 года начальник Академии МВД СССР.
С 1987 года на пенсии.

## Общественная работа
В 1960 году и в 1980 году избирался депутатом Моссовета и членом Ленинградского РК КПСС.